# Rzeczyca Mokra
Rzeczyca Mokra [pronunciación en polaco: /ʐɛˈt͡ʂɨt͡sa ˈmɔkra/] es un pueblo ubicado en el distrito administrativo de Gmina Dwikozy, dentro del condado de Sandomierz, Voivodato de Świętokrzyskie, en el centro-sur de Polonia. Se encuentra aproximadamente a 1 kilómetro al sur de Dwikozy, a 6 kilómetros al noreste de Sandomierz, y a 85 kilómetros al este de la capital regional Kielce.